# NGC 1000
NGC 1000 ist eine kompakte Galaxie vom Hubble-Typ C im Sternbild Andromeda am Nordsternhimmel. Sie ist schätzungsweise 198 Millionen Lichtjahre von der Milchstraße entfernt und hat einen Durchmesser von etwa 35.000 Lichtjahren. Vom Sonnensystem aus entfernt sich die Galaxie mit einer errechneten Radialgeschwindigkeit von näherungsweise 4.300 Kilometern pro Sekunde.
Entdeckt wurde das Objekt am 9. Dezember 1871 vom französischen Astronomen Édouard Stephan.

## Galaktisches Umfeld
| Nr. | Galaxie          | Alternativname           | Rek          | Dek           | Dist/asec |
| --- | ---------------- | ------------------------ | ------------ | ------------- | --------- |
|     | NGC 1000         | PGC 10028                | 02h38m49.743 | +41d27m34.86s | 0         |
| 1   | LEDA/PGC 2182555 | 2MASX J02384770+4131542  | 02h38m47.73s | +41d31m54.4s  | 260.72    |
| 2   | NGC 995          | PGC 10008                | 02h38m32.0s  | +41d31m45s    | 319.83    |
| 3   | NGC 1005         | PGC 10062                | 02h39m29.2s  | +41d29m20s    | 442.75    |
| 4   | LEDA/PGC 2183543 | 2MASX J02385029+4135332  | 02h38m50.27s | +41d35m33.3s  | 478.20    |
| 5   | LEDA/PGC 2183585 | [WGB2006] 023518+41200_e | 02h38m31.82s | +41d35m40.1s  | 525.36    |
| 6   | LEDA/PGC 2181312 | 2MASX J02394680+4127084  | 02h39m46.84s | +41d27m08.6s  | 643.07    |
| 7   | LEDA/PGC 2181882 | 2MASX J02375267+4129192  | 02h37m52.65s | +41d29m19.3s  | 650.66    |
| 8   | NGC 996          | PGC 10015                | 02h38m39.9s  | +41d38m51s    | 685.13    |
| 9   | NGC 999          | PGC 10026                | 02h38m47.4s  | +41d40m14s    | 759.26    |
| 10  | LEDA/PGC 2178789 | 2MASX J02393315+4117393  | 02h39m33.14s | +41d17m39.3s  | 770.16    |
| 11  | LEDA/PGC 2178998 | 2MASX J02394104+4118244  | 02h39m41.03s | +41d18m24.5s  | 798.41    |
| 12  | NGC 1001         | PGC 10050                | 02h39m12.6s  | +41d40m18s    | 805.45    |
| 13  | LEDA/PGC 10047   | UGC 2135                 | 02h39m11.03s | +41d14m44.3s  | 806.80    |
| 14  | LEDA/PGC 213054  | 2MASX J02390474+4113452  | 02h39m04.75s | +41d13m45.1s  | 846.76    |
| 15  | LEDA/PGC 2179231 | 2MASX J02395808+4119114  | 02h39m58.07s | +41d19m11.4s  | 919.16    |